# Bryant Myers
Bryan Robert Rohena Pérez  (Carolina, Puerto Rico,  5 de abril de 1998), conocido artísticamente como Bryant Myers, es un cantante y compositor puertorriqueño de reguetón y trap latino.

## Biografía
Bryan Robert Rohena Pérez nació y creció en el barrio Loma Alta de Carolina, Puerto Rico, el declara lo siguiente:

"A veces no desayunábamos ni almorzábamos, mi mamá no podía comprarme unas zapatillas, eso me hacía querer ganar mucho dinero para tener bien a mi familia, y que mi mamá y mi hermano no se perdieran de nada"
Bryant Myers en una entrevista al medio argentino Infobae

Comenzó a escribir canciones en su casa mientras estudiaba, estudio que tarde dejó en la Escuela Dr. José M. Lázaro para seguir su carrera musical. Confesó en una entrevista a MoluscoTV que le gustaba la barbería, oficio que ejercía su padre. Se sabe que tiene un hermano llamado Iann. Es un fanático del baloncesto, deporte que desde pequeño le ha gustado y practicado. 
Ha demostrado ser creyente a la religión cristiana, no solo a través de sus tatuajes y joyas con simbologías religiosas; también en entrevistas que ha concedido. Comenzó a grabarse cantando sus propios freestyle en 2013 publicados en las redes sociales a través de sus cuentas de SoundCloud, Instagram y YouTube, pero sería a finales del 2015 cuando decidió enfocarse en el mundo de la música.Su apodo Bryant proviene de su nombre Bryan, pero escrito como el apellido del basquetbolista Kobe Bryant, y Myers proviene del personaje de la saga de películas Halloween, Michael Myers.

## Carrera musical

### Inicios
En su primera etapa como artista la colaboró en varios remix o temas con otros exponentes, ya que así era más fácil darse a conocer; por parte de los fanáticos de otro intérprete de la canción que acababan conociendo a los otros cantantes, o a través del beneficio que suponía cantar con exponentes famosos atrayendo más público. Junto con Anuel AA, Anonimus, Noriel y Almighty; Bryant Myers es uno de los pioneros que dio a conocer el fenómeno "trap latino" a mediados de la década 2015-2020.
Este nuevo género siendo en la última década el que más ha crecido comercialmente, catapultó a Myers a una acogida por parte de los nuevos oyentes del trap que demandaban este tipo de música. Tanto él como este género fueron definiéndose paralelamente, ya que resultaba un referente para los compositores a la hora de crear nuevos temas, y eran las características de estos temas exitosos los que él adoptaba y perfeccionaba consiguiendo que el trap se independizase de sus orígenes (hip-hip y rap) llegando a ser un género a día de hoy totalmente diferenciable de otros géneros.
Al igual que muchos artistas y personajes públicos del panorama contemporáneo condicionado por las tecnologías de la comunicación, se beneficia de su influencia a través de diferentes redes sociales como Instagram, en la que tiene más de 8,9 millones de seguidores, Twitter y Facebook (además de YouTube, siendo esta una de las principales plataformas digitales en la que hace accesible su música) que hicieron posible su notoriedad donde promociona su música y resultar cercano a los fanáticos a través de estas plataformas. A través de estas plataformas llama la atención de miles de espectadores que consumen su contenido multimedia mediante la exhibición de un estilo de vida lujoso, joyas con precios obscenos como su reloj Richard Mille de 250.000 dólares americanos, o su Audemars Piguet de diamantes valorado en 70.000 dólares y una cadena de oro y diamantes personalizada de 140.000 entre muchas otras joyas ostentosas. Además por las redes mantiene informados a sus fanáticos sobre temas de diversas índoles como futuros proyectos musicales, colaboraciones con artistas, eventos y conciertos... o simplemente publicaciones personales resultando más cercano a su público, es unos de los inventores del trap con Anuel y Almighty.

### 2015-2017: Esclava, Cuatro Babys y caribe hiltón y otros éxitos
Con dieciséis años, creó su primera canción «Esclava», la cual escribió una mañana mientras estaba en la escuela y presentó a su primo político Luis Beauchamp Llanos; conocido artísticamente como Anonimus, quien decidió sacar la canción en conjunto en 2014. El éxito de su primer tema tuvo como consecuencia la grabación de «Esclava» (remix), con la nueva participación de Anuel AA y Almighty Un Año Después. La última pista obtuvo más de un millón de visitas en YouTube en menos de tres meses en 2015.
«Esclava» tiene actualmente 483 millones de visitas (29 de octubre de 2024). Esto le permitió colaborar con mayores artistas haciendo cada vez más conocido su nombre en la música a la vez que colaboraba con otras jóvenes promesas del trap como Almighty o Noriel, mientras seguía publicando sencillos como «Mera Bebe», «Por qué sigues con él», así como "De camino a Marte». Ha continuado emitiendo sencillos digitales y en vídeo a un ritmo de al menos uno al mes.
Su gran avance llegó en 2016 con «Cuatro Babys», una canción que incluía a Maluma, Noriel y Juhn; haciendo que su popularidad aumentase exponencialmente y llegase a un público internacional con tan solo dieciocho años. La canción se convirtió en un éxito comercial, siendo certificado con cuatro discos de platino por la Recording Industry Association of America (RIAA). y llegando al número 15 en la lista Billboard Hot Latin Songs.
Fueron numerosos sus éxitos como «Por qué sigues con él» (remix) con el cantante colombiano Kevin Roldán. En junio de 2016, lanzó «Vente encima», con Anonimus, Noriel y Riko "El Bendecido", y participó como invitado en «Volverte a ver» de DJ Nelson y «La llamada» de Noriel (remix). En julio de 2016, fue invitado destacado en el remix de Farruko de su exitoso sencillo «Ella y Yo» junto con Almighty y Anuel AA.
Por otra parte, «Esclava» fue relanzado como descarga digital. En ese mismo año sería el primer artista en firmar un contrato con la discografía La Commission; filial de la empresa Entertainment One Music. Desde su llegada a la industria musical hasta el lanzamiento de su primer álbum no dejó de trabajar en temas de trap como «Mera Bebe», «Como una 40» u otros de reguetón como «Volvamos a hablar» o «Hasta que me muera».

### 2018-2019:La OscuridadyCambio de Clima
Su álbum de estudio debut, La oscuridad, fue lanzado el 27 de julio de 2018, con 14 canciones, entre ellos «Ojalá» y «No eres mía», el cual contó con la colaboración de diferentes artistas: Plan B, Myke Towers, Cosculluela, Bad Bunny, Jon Z, Gigolo & La Exce, Darell, Almighty, Farruko, Messiah, Miky Woodz, Tito el Bambino y De La Ghetto.
En 2019 junto a Miky Woodz estrenó un EP en conjunto titulado Cambio de clima compuesto por siete canciones, que contó con la participación de J Quiles y Myke Towers.

### 2020-presente:Bendecido
Bryant Myers nunca dejó de evolucionar y madurar musicalmente, en sus dos primeros años de éxito fue notorio el uso de una voz muy grave y ronca característica del cantante, pero él no se quiso conformar con un público fanático de trap latino y el estilo de voz que lo había llevado a la fama; sino que quiso seguir satisfaciendo a esos de fanáticos a la vez que sumaba nuevos oyentes a través de un nuevo estilo que marcaría el inicio de una nueva etapa en su carrera con el sencillo ¨Tanta falta¨ (302 millones de visualizaciones en YouTube 25/03/2024). Esto último quedó claro en una entrevista realizada por monitorLatino cuando este dijo ¨quiero seguir sacando canciones que a la gente le gusten más de lo que le gustaron las anteriores, seguir innovando y haciendo música¨. A raíz del éxito ¨Tanta falta¨ caracterizado por una voz más suave y aguda(a la vez que la letra de la canción era mucho menos explícita que los temas que solía hacer), siguió sacando canciones; aunque en menor cantidad, como ¨Animal¨ o ¨A cappella¨ hasta que; tras un período donde su presencia tanto en colaboraciones como redes sociales era escasa, publica un sencillo llamado ¨Gan-ga¨, que adquiere una gran popularidad entre el público y distintos cantantes, que seducidos por el sencillo deciden hacer versiones del tema. Finalmente se lanzarían 2 remezclas: Gan-ga Remix ft. Anuel y Gan-ga uptown remix ft. French Montana y Lil Tjay. Sus próximos lanzamientos son canciones que reafirman este nuevo estilo similar al trap norteamericano que Bryant Myers consiguió adaptar a un público más grande, estando ausente el uso de su voz ronca como se puede apreciar en los temas Lowkey o  “Como Panas” para celebrar el amor y la amistad. Más tarde lanzó un tema de reggaeton llamado “Ojitos” con Rauw Alejandro y Lyanno . A continuación, se vio obligado a publicar una canción que iba a salir en su disco disco ¨Bendecido¨ al haber sido pirateado, entonces fue cuando publicó el tema “Wow” oficialmente con videoclip ya en 2020.

## Controversias

### Tiraderas
Hizo públicas a través de distintas redes sociales sus diferencias con artistas como Anuel AA, Pusho, Franco el Gorila o Anonimus, de los cuales se ha mantenido alejado o se ha reconciliado (Anuel AA).
Se dio a conocer que con el también puertorriqueño Jhay Cortez tuvo tenido una fuerte discusión y problemas a través de Twitter. Unos días después, el 29 de mayo de 2020, Cortez sacó una canción titulada «24 horas», una tiraera¨en la cual intentaba ofenderlo y lo retaba a responder de la misma manera en menos de 24 horas. Después de tres días, sacó la canción «El que no escribe», en respuesta; confesó que no la publicó en menos de 24 horas porque "a mi nadie me dice lo que tengo que hacer" como hizo saber en un directo de Instagram. Esta se convertiría en la primera tiraera que sacaba, ya que en ocasiones similares con otros artistas, no había decidido responder. La mayoría de la gente y artistas como Anuel AA , El Alfa y Darell, creen que ganó esa "pelea de tiraderas" con «El que no escribe». Dichos artistas hicieron conocer su opinión en las redes sociales, Darell, por ejemplo, publicó una historia en Instagram dónde decía lo siguiente: "Jhay, te barrieron".[cita requerida]

### Legales
El 12 de febrero de 2016, mientras Myers viajaba por Puerto Rico en una camioneta con su representante y más cantantes, la policía detuvo la camioneta por una infracción de tránsito. Cuando inspeccionaron el vehículo, encontraron un arma de fuego y 40 cartuchos de munición. En el momento del arresto, era menor de edad y pasó una noche en una prisión de menores.[cita requerida]
El 7 de octubre del mismo año, apareció en la canción «Cuatro Babys» del colombiano Maluma con Noriel y Juhn, la cual ha sido muy controvertida por su letra, ya que podría decirse que parecen sugerir violencia directa hacia las mujeres. Se publicó una petición en Change.org exigiendo la eliminación de la canción de las plataformas digitales. A pesar de esta controversia, su popularidad alcanzó las 1074 millones de visitas (10 de noviembre de 2023), además de haber sido certificada con tres discos de platino por la Recording Industry Association of America (RIAA).
En 2018, fue secuestrado junto a su madre en Puerto Rico. Según indicó, el dinero fue el motivo de dicho delito. Pasados unos años, en 2020; detalló como había sido; tras haber sido sorprendido por los secuestradores armados mientras se encontraba en unas canchas de baloncesto con su familia, fue obligado a montar el coche de los delincuentes.[cita requerida] Según él, un amigo suyo se montó en un vehículo se marca BMW siguiendo al de los secuestradores que lo transportaba, aprovechando a avisar a la policía. Contó en una entrevista, realizada por Molusco TV, cómo saltó del coche de los secuestradores en marcha, ya que los criminales y la policía comenzaron a intercambiar disparos, suceso el que finalmente no terminó en una tragedia mayor.[cita requerida]

## Discografía
Álbumes de estudio
- 2018: La oscuridad
- 2020: Bendecido

Álbumes colaborativos
- 2019: Cambio de Clima (con Miky Woodz)
- 2023: KR & Bryant MA (con Kevin Roldán )